# Président Francqui (schip, 1928)
De Président Francqui was een Belgische motortankschip van 4.919 ton (4.557 brt - 6.885 dwt) van de Belgische rederij Purfina. Ze werd in 1928 afgebouwd op de scheepswerf Scheepsbouw Maatschappij Nieuwe Waterweg Co. Schiedam voor de Belgische rederij Purfina. De Bouwnummer was RDM-143. 
Ze werd te water gelaten op 17 januari 1928 en in maart 1928 in dienst gesteld. De Président Francqui was 117,80 meter lang en 16,16 meter breed. Ze had een dieselmotor van 1.850 pk. De eigenaar was Compagnie Financière Belge des Petroles (Petrofina) NV. Antwerpen met Gent als huishaven. Ze vertrok met 57 bemanningsleden, samen met konvooi ONS-154, vanuit Belfast, Noord-Ierland naar New York, maar de Belgische tanker die met ballast was geladen, kwam nimmer aan...
De Président Francqui werd genoemd naar Emile Francqui (1862-1935). Hij was militair in 1885 in Kongo-Vrijstaat, ondernemer, bankier en concurrent en vriend van de Amerikaanse president Herbert Hoover.

## Geschiedenis
Tussen 23.53 uur en 23.56 uur op 28 december 1942 lanceerde de U-225, onder bevel van Wolfgang Leimkühler, vier torpedo’s naar het konvooi ONS-154, ten noorden van de Azoren, in positie 43°23’ N. en 27°14’ W. Één torpedo beschadigde de Président Francqui en twee sloegen in het schip van de konvooicommodore de Empire Shackleton. De vierde torpedo die na 2 minuten en 15 sec. werd gelanceerd ontplofte en Leimkühler dacht dat hij een ander schip van zeer dichtbij had geraakt, maar dit kon niet door geallieerde bronnen worden bevestigd.
Tussen 07.24 uur en 07.28 uur op 29 december, vuurde de U-336, onder commando van Hans Hunger, drie torpedo’s af naar de nu achterblijvende Président Francqui, met kapitein G. Bayot als gezagvoerder, maar dit waren grote missers. Doch, zij werd echter door één torpedo van de U-225 om 08.13 uur getroffen. Na twee verdere torpedomissers omstreeks 09.16 uur en 10.10 uur, werd de Belgische tanker tot zinken geschoten door nog een fatale torpedotreffer van de U-336 om 10.25 uur in positie 43°23’ Noord en 27°14’ West.  
Van de 57 bemanningsleden, waaronder 44 Belgen en acht artilleristen, gingen 5 mensen hierbij verloren en twee werden aan boord gewond. De bemanning konden in hun sloepen ontsnappen, maar kapitein G. Bayot werd gevangengenomen door de U-225 en brachten hem naar Brest, Frankrijk, op 8 januari 1943.